# Carlos Alberto Madeira
Carlos Alberto Madeira (São Luís, 16 de março de 1920 — São Paulo, 4 de junho de 1998) foi um jurista brasileiro.

## Biografia
Filho de José Francisco Madeira e de D. Juliana da Conceição Madeira. Fez o curso secundário no Liceu Maranhense, e ingressou posteriormente na Faculdade de Direito de São Luís, conquistando o título de bacharel em Ciências Jurídicas e Sociais no ano de 1956.
Ministro do Tribunal Federal de Recursos, foi nomeado ministro do Supremo Tribunal Federal em 1985, por indicação do presidente José Sarney. Foi o primeiro ministro do STF a ser indicado pela Nova República.

## Trabalhos publicados
- Conversão dos Atos Jurídicos, 1963.
- Efeitos da Falência nos Contratos de Trabalho, 1965.
- A Cláusula Escalar e a Segurança dos Contratos.